# Монтеканепино (Мачерата)
Монтеканепино (итал. Montecanepino) насеље је у Италији у округу Мачерата, региону Марке.
Према процени из 2011. у насељу је живело 308 становника. Насеље се налази на надморској висини од 103 м.